# Izolacionizmus
Az izolacionizmus vagy az „elszigetelődés” politikája olyan állami külpolitikai irányelv, törekvés, ami a saját külpolitikai tevékenységének szűk területre történő korlátozására irányul, és kerüli a szövetségi kötelezettségek vállalását. Történelmileg különösen jelentős volt a 20. század első felében az Egyesült Államok izolacionizmusa.

## A fogalom kialakulása, története
Az európai történelemben a kifejezés és a politikai követelés az újkori Anglia történelmében jelent meg, mint egyes politikai pártok követelése a távolságtartásra a „kontinens” ügyeitől. (Már maga a kontinens kifejezés is távolságtartásra utal a szigetország és Európa többi része között.) Az elszigetelődés hívei ezt a politikát „splendid isolation”, azaz „csodálatos elszigetelődés” néven nevezték, és azzal indokolták, hogy a beavatkozás az európai ügyekbe ártana az igazi angol érdekeknek. Más politikai és gazdasági csoportok érdekei miatt ez a követelés, bár szinte mindig jelen volt a modern angol történelemben, teljesen soha nem jutott érvényre. 
Az Amerikai Egyesült Államok történetében is nagy szerepet játszott az izolacionizmus elve, politikája. George Washingtonra hivatkozva különböző amerikai érdekcsoportok időről időre azt követelték, hogy az USA határolja el magát az európai politikai eseményektől és ne foglaljon állást az ottani viszályokkal kapcsolatban. Szorosan összefügg ezzel a Monroe-elv is, ami viszont az európai beavatkozást veti el az amerikai kettős kontinens ügyeibe.
Különösen megerősödött az amerikai izolacionizmus az első világháború alatt és után. Képviselői erősen támadták Thomas Woodrow Wilson amerikai elnököt a Nemzetek Szövetsége létrehozásának elősegítése és az azzal kapcsolatos amerikai kötelezettségvállalások miatt. Emiatt az amerikai szenátus meg is tagadta a szervezet alapokmányának, valamint a háborút lezáró békeszerződéseknek a ratifikálását. Az USA második világháborúba történő belépését is sokáig hátráltatta ez a politikai irányvonal, míg aztán a japán támadás Pearl Harbour ellen véget nem vetett a vitáknak és kételyeknek.
A második világháború után az Egyesült Államok globális vezető szerepének megerősödésével az amerikai izolacionizmus politikája teljesen háttérbe szorult, bár teljesen soha nem tűnt el. A brit izolacionizmus egyik újkeletű jelensége a Brexit.

## Megvalósításának további példái
Az izolacionizmus politikai gyakorlata más országokban és korokban is megjelent a történelemben. A leghosszabb ilyen, törvényileg szabályozott, szigorú elszigetelődés a japán izoláció volt 1639 és 1854 között.  Hasonló jelenség volt Kínában, a Ming-dinasztia idején a tengeri hajózás betiltása 1368 és 1405, valamint később  1550 és 1567 között.
A későbbiekben az államszocialista országok politikájának szélsőséges eseteiben került sor izolacionizmusra, így Albánia esetében, amikor az ország Enver Hoxha idején előbb a tőkés országokkal, majd a Szovjetunióval, végül 1978-ban utolsó szövetségesével, Kínával is megszakított minden gazdasági és politikai kapcsolatot, és teljes autarkiára törekedett.
A 21. század elején az izolacionizmus politikájának példája Észak-Korea gyakorlata.

## Fordítás
- Ez a szócikk részben vagy egészben  az   Isolationismus című német Wikipédia-szócikk ezen változatának fordításán alapul.  Az eredeti cikk szerkesztőit annak laptörténete sorolja fel. Ez a jelzés csupán a megfogalmazás eredetét és a szerzői jogokat jelzi, nem szolgál a cikkben szereplő információk forrásmegjelöléseként.